# 레드 도트 사이트

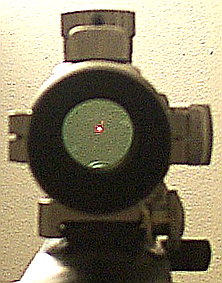

레드 도트 사이트(red dot sight)는 빛의 굴절과 반사를 이용한 조준기이다.
레드 도트 사이트는 다른 광학 조준경과 달리 양쪽 눈을 다 뜨고 조준할 수 있다는 장점과 야간 투시경과의 연동도 가능하다.
한쪽 눈은 도트 사이트에 표시되는 광점을 바라보고 다른 눈은 정면 시야를 바라보기 때문에 이 두개의 시야가 하나로 겹쳐보여 탄착점을 예상한다.
도트 사이트는 대부분 배율이 없다. 배율이 있으면 한쪽 눈이 확대되어 보이기 때문에 정확한 계산이 어려워진다. ACOG같은 종류는 배율이 있다.
이러한 장점들 때문에 중거리 전투에서 유리하다.
도트 사이트의 광점은 그려 놓은 것이 아니라 광원이 내부에서 거울들에 의해 반사한다. 그렇게 확대되어 오목거울을 만나 레이저처럼 일직선으로 진행되도록 모아진 뒤 반사되고, 홀로그래픽이 그려진 필터를 지나 총알 방향과 똑같이 조준된다. 마치 그려진 듯처럼 조준 지점을 정확히 가리키는 원리이다.

## 같이 보기
- 망원경
- 망원 조준경

## 참고 자료
- 위클리비즈-② 동인광학  무배율 광학조준경 보관됨 2020-01-02 - 웨이백 머신